# Macrolabis calophacae
Macrolabis calophacae är en tvåvingeart som beskrevs av Fedotova 1989. Macrolabis calophacae ingår i släktet Macrolabis och familjen gallmyggor.
Artens utbredningsområde är Kazakstan. Inga underarter finns listade i Catalogue of Life.